# Bigsby Electric Guitars
Bigsby Electric Guitars é uma empresa americana especializada na produção de acessórios para guitarra, principalmente vibratos. A empresa foi fundada em 1940 por Paul Bigsby Adelburt (1899-1968) em Downey (Los Angeles, Califórnia) para a produção de guitarras elétricas e Lapsteel. O fundador Paul Bigsby foi um dos pioneiros na construção de guitarras elétricas com seus primeiros instrumentos e influenciou com suas ideias a Leo Fender.

## História

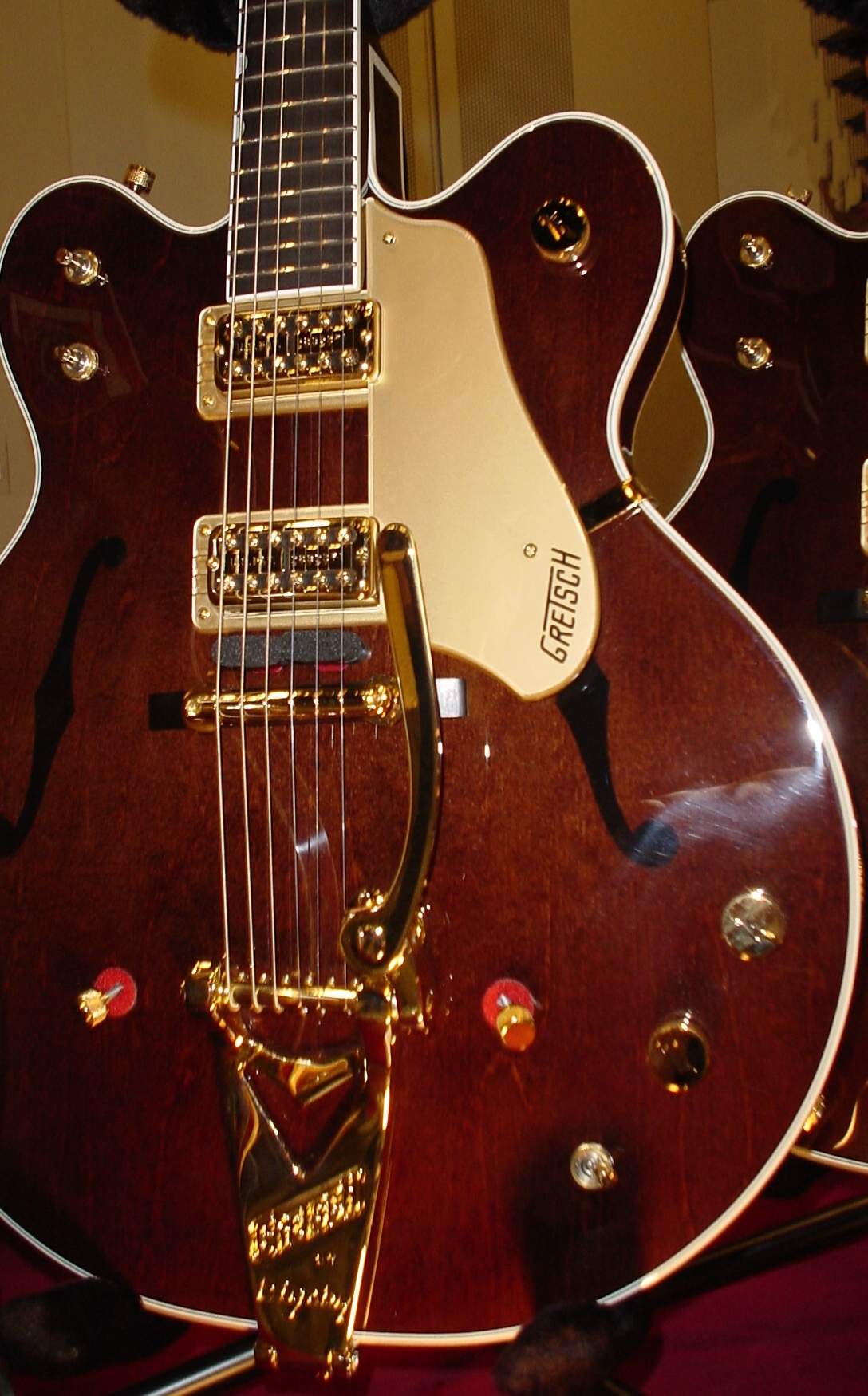
Gretsch G6122-1958 Chet Atkins com Bigsby Vibrato dourado.

A empresa "Bigsby Electric Guitars" remonta ao "Crocker Motorcycle Company", um fabricante de motocicletas, no Paul Bigsby como mecânica e desenvolvedores desde a década de 1930 trabalhou. Bigsby, que se gabava de poder consertar tudo, entrou em contato com o músico Merle Travis, um cliente do Crocker, como fã de música country nos anos 40. Travis contou a Bigsby sobre problemas com o sistema de vibrato usado em sua guitarra Gibson L-10, e Bigsby desenvolveu um novo vibrato para a guitarra. O coração do Vibrato era um eixo de aço rotativo, em torno do qual as cordas foram embrulhadas. Este novo vibrato permitiu flutuações de afinação em ambas as direções e poderia ser instalado em quase todas as guitarras archtop da época, em vez do arremate. A partir da década de 1950, os vibratos Bigsby eram oferecidos como equipamento padrão por empresas como Gretsch e Gibson em suas guitarras, e por Bigsby como um conjunto de retromontagem para guitarras sem vibrato.
Em 1946, Travis Bigsby relatou a ideia de fazer um novo tipo de guitarra elétrica. A guitarra deve ter um corpo plano e parcialmente sólido para evitar feedback indesejado. As guitarras elétricas usadas até então ainda possuíam o corpo oco do violão, e é por isso que elas captam facilmente as ondas sonoras dos amplificadores e produzem ruído. Além disso, o violão deve ter um cabeçote assimétrico, no qual as seis máquinas de afinar devem ser conectadas em uma linha. Travis esperava uma afinação mais confortável e maior estabilidade em comparação com o arranjo tradicionalmente simétrico "3-esquerda-3-direita". O corpo também deve ser um corte próprio para melhorar a jogabilidade dos trastes altos. Bigsby fez uma primeira cópia deste design, a primeira guitarra Bigsby/Travis, em meados de 1948, com base em esboços de Travis. Bigsby rapidamente recebeu pedidos de outros instrumentos, após o que Travis usava o violão regularmente em shows ao vivo e aparições no rádio. No período que se seguiu, Bigsby produziu guitarras elétricas, bandolins elétricos, aços e várias guitarras de braço duplo que combinavam guitarra e bandolim, além dos Vibratos. Bigsby também trabalhou para encomendar as chapas das guitarras acústicas convencionais para o novo formato assimétrico.
Em 1965, o estado de saúde de Paul Bigsby deteriorou-se rapidamente, motivo pelo qual desistiu da produção de instrumentos e se concentrou na fabricação dos Vibratos. Em 1966, Bigsby vendeu sua empresa ao ex-presidente da Gibson, Ted McCarty, que dirigia a empresa até sua morte em 2001. Paul Bigsby morreu em 1968. Em 1999, a Fred Gretsch Company Inc. assumiu o comando de Bigsby, que por sua vez faz parte do grupo Fender. A produção do Vibratos ocorre principalmente nos EUA, onde empresas externas agora também fabricam a Bigsby Vibratos em outros países. A característica distintiva é geralmente o número da patente nos originais americanos e as letras nas réplicas "Licenciado por" é substituído na mesma fonte.

## Bigsby vibrato

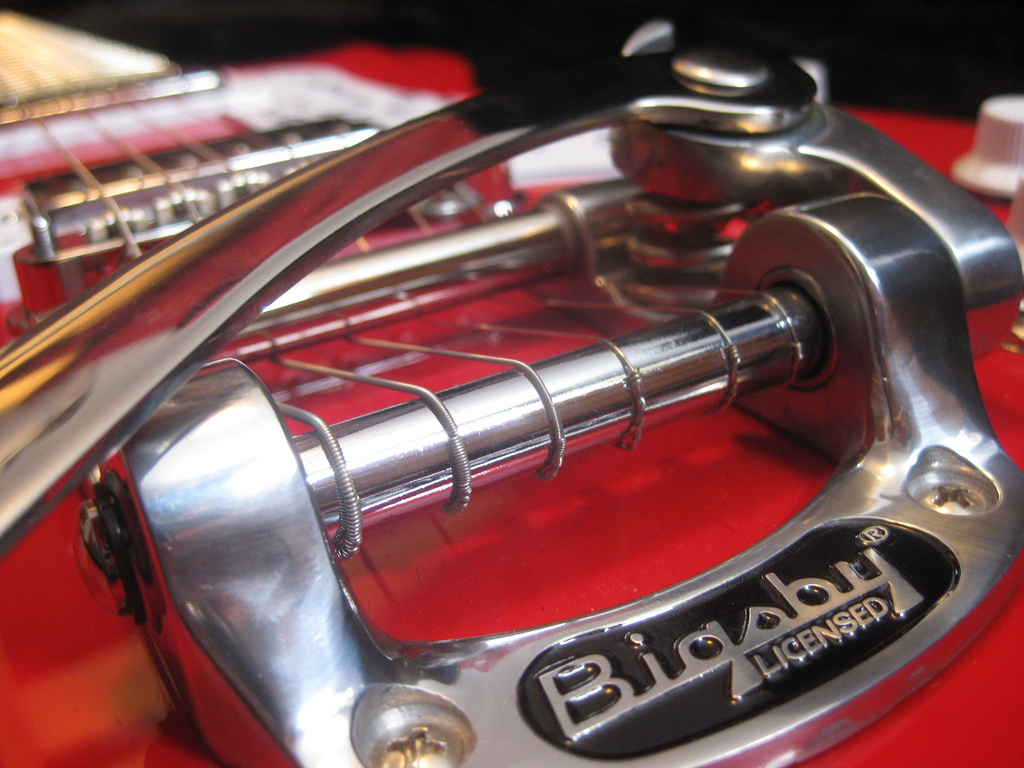
Bigsby Vibrato modelo B50 em uma Eastwood Airline Coronado DLX.

O Bigsby Vibrato foi um dos primeiros sistemas de tremolos a ser amplamente utilizado até hoje. Bigsby vibrato foi oferecido como padrão ou instalado posteriormente, especialmente em guitarras da Gretsch, mas também em instrumentos da Gibson, Fender, Rickenbacker e outros. O vibrato em si consiste em uma placa de base de alumínio sólido, na qual um eixo de aço é montado de forma rotativa. As cordas são enroladas ao redor do eixo de aço ao qual a alavanca do vibrato está conectada. Se você mover a alavanca do vibrato, as cordas são enroladas ou desenroladas e o tom muda de acordo com a tensão flutuante da corda. O Bigsby Vibrato permite pequenas flutuações no tom em cerca de 1-2 semitons. A tensão da corda é neutralizada por uma mola maciça, que originalmente vem do motor de uma motocicleta Harley-Davidson. A primavera ainda está na linha de peças de reposição da Harley Davidson. Os tipos mais comuns de Bigsby vibrato são:

B 3 - Vibrato de Bigsby com uma placa de base trapezoidal. OB 3 é fixado à estrutura por meio de parafusos e não está preso ao teto. A ponte é mantida em posição pela pressão da corda; um ângulo adequado do pescoço é um pré-requisito para isso. OB 3 é muito popular como um kit de adaptação, pois não há furos adicionais a serem perfurados no topo da guitarra. OB 3 e especialmente B 6 são encontrados principalmente em guitarras semi-acústicas (por exemplo, Gretsch).

B 5 - Versão pequena do B 3 com placa de base circular e rolo de baixa pressão. OB 5 também é chamado de "ferradura" (ferradura) pelos músicos devido à sua aparência. Devido ao seu design pequeno e compacto, o B 5 é adequado para montagem em guitarras planas de corpo sólido, como Gibson SG ou Fender Telecaster. Fixado ao teto com parafusos.

B 6 - Versão mais longa do B 3.

B 7 - Versão mais longa do B 3 com rolo adicional de baixa pressão para as cordas. Isso é usado se o braço da guitarra não tiver o ângulo necessário para fixar a ponte suficientemente através da pressão da corda. Devido à fixação adicional dos parafusos no teto, é necessário um bloco de sustentação dentro do violão semi-acústico, como o Gibson ES-335.

Uma desvantagem do sistema em comparação com o Vibratos da Fender é o alcance extremamente limitado no qual o tom pode ser alterado. Além disso, muitas vezes não funciona completamente desafinado.

## Proprietário atual
Bigsby foi vendido por seu proprietário anterior Gretsch para a Fender Musical Instruments Corporation em janeiro de 2019.